# Invasión de Åland

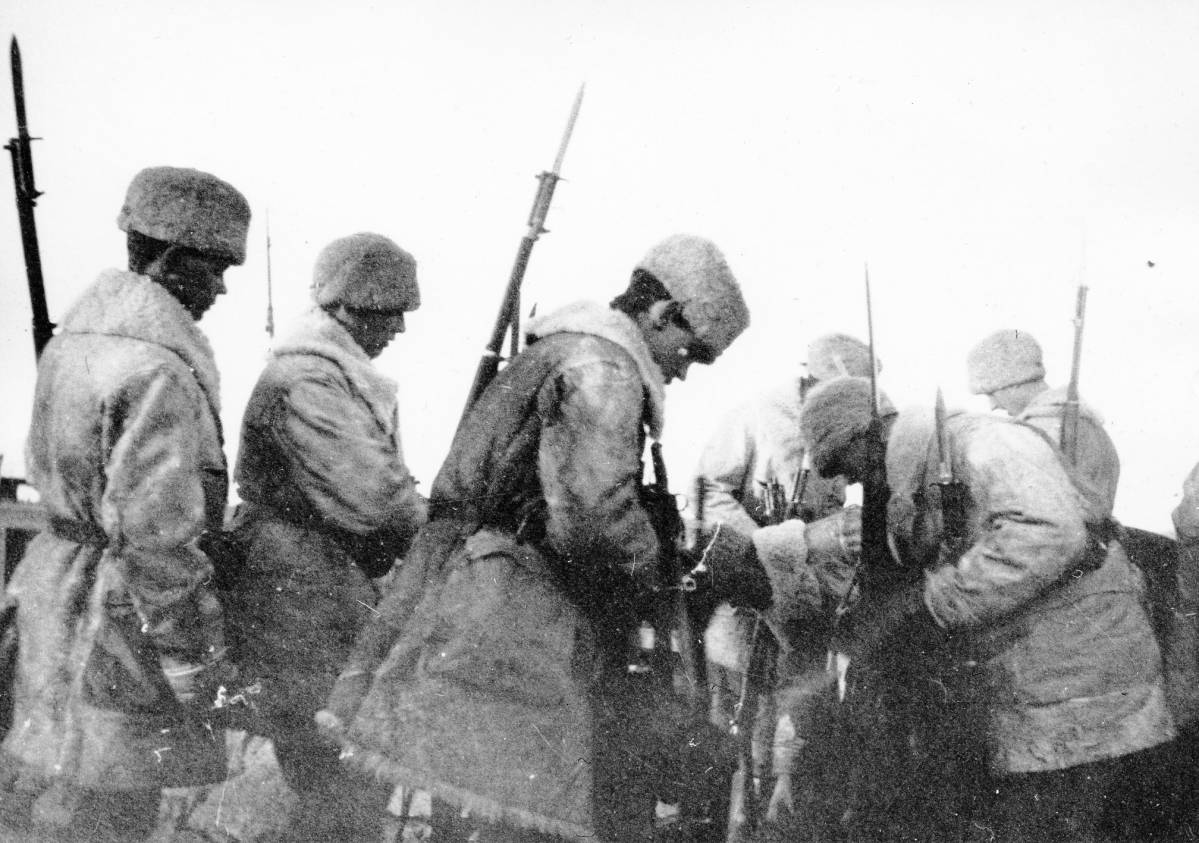
Tropas suecas desarmando a los soviéticos en la aldea de Degerby

La invasión de Åland fue una campaña militar de la Primera Guerra Mundial en 1918 en las islas Åland, Finlandia. Las islas ocupadas por el protoestado de la Unión Soviética (Rusia soviética) fueron invadidas por primera vez por el Reino de Suecia a fines de febrero y luego por el Imperio alemán a principios de marzo. El conflicto también se relacionó con la guerra civil finlandesa, incluidos combates menores entre los blancos finlandeses y los rojos finlandeses.
Cuando Alemania tomó el control de Åland en marzo de 1918, las tropas rusas fueron capturadas y las suecas abandonaron las islas a fines de la guerra civil finlandesa en mayo. Los alemanes permanecieron en Åland hasta septiembre de 1918. La disputa de las Islas Åland fue luego transferida a la Conferencia de Paz de París en 1919 y a la Sociedad de las Naciones en 1920. La convención de Åland fue finalmente firmada en 1921, restableciendo el estatus de Estado Desmilitarizado de Åland como parte autónoma de Finlandia.

## Antecedentes
Las islas Åland se encuentran en el norte del mar Báltico, entre Suecia y Finlandia. La población habla sueco, pero después del Tratado de Fredrikshamn de 1809, las islas fueron cedidas al Imperio ruso junto con una gran mayoría de las áreas de habla finlandesa de Suecia, convirtiéndose en el Gran ducado de Finlandia, una parte autónoma del Imperio ruso. En el Tratado de París de 1856, que terminó con la guerra de Crimea, las islas Åland fueron desmilitarizadas. Cuando estalló la Primera Guerra Mundial en 1914, el Imperio ruso convirtió las islas en una base submarina para el uso de armadas británicas y rusas. El 25 de julio de 1916, el dirigible de la armada alemana Schütte-Lanz SL9 atacó el puerto de Mariehamn y bombardeó los barcos del 5.º escuadrón submarino ruso y la nave nodriza Svjatitel Nikolai, lo que provocó la muerte de 7 marineros rusos.
El gobierno ruso también comenzó a construir fortificaciones, de acuerdo con sus aliados Francia y Gran Bretaña, para evitar la invasión alemana. Las islas Åland fueron fortificadas con 10 baterías de artillería costera, varias guarniciones, muelles y dos aeródromos. Suecia, sin embargo, consideraba que las estructuras eran demasiado grandes como para defender solo a las islas. El gobierno temió un posible ataque desde Åland y vio que el país neutral fue presionado para unirse a los Aliados.

## Brote de la guerra civil finlandesa
Cuando Finlandia obtuvo su independencia de Rusia en diciembre de 1917, se inició un movimiento en Åland para unir las islas a Suecia. El gobierno sueco tuvo una audiencia con una delegación de Åland llamando a la acción sobre la cuestión. Después de que la guerra civil finlandesa comenzara a fines de enero de 1918, el primer ministro sueco Johannes Hellner y el rey Gustavo V tuvieron una audiencia con una delegación de Åland el 8 de febrero. Según la delegación, se había celebrado un referéndum en Åland y una gran mayoría del 95 % estaba dispuesto a unirse a Suecia. La delegación solicitó una acción sobre la causa y pidió la ayuda del gobierno sueco contra el presunto desorden de las tropas rusas. La prensa sueca también insistió en una intervención por causas humanitarias. Desde el comienzo de la guerra, el gobierno ya había evacuado a más de 1 000 ciudadanos suecos de Finlandia a través de la ciudad de la costa oeste de Pori.
La guerra civil finlandesa se expandió a Åland el 10 de febrero, cuando un escuadrón de 460 miembros de la Guardia Blanca, encabezados por el capitán Johan Fabritius de la región Vakka-Suomi, desembarcó en las islas. El grupo había huido tres días antes de la ciudad de Uusikaupunki y cruzó el hielo del mar del Archipiélago. Después de llegar a Åland, los blancos tuvieron algunos choques menores con los soviéticos. El 14 de febrero, tomaron la estación de telégrafos Prästö en Sund, capturando a veinte soldados soviéticos; sin embargo, los soviéticos, no tenían mucho interés en la resistencia, ya que en su mayoría estaban esperando el regreso a casa.

## La invasión sueca
El 13 de febrero, el gobierno sueco finalmente decidió enviar tropas a Åland. Dos días después, un destacamento naval del rompehielos Isbrytaren I, la nave de defensa costera HSwMS Thor y la nave SS Runeberg atracaron Eckerö en el lado sueco de las islas. Una pequeña unidad militar aterrizó en Åland para proteger a la gente de la supuesta mala conducta de las tropas rusas, así como de la amenaza violenta de los bandos finlandeses de la guerra civil. Los blancos asumieron incorrectamente que los suecos habían llegado para unirse a ellos. Alentados por esto, los blancos tomaron las baterías de artillería en Boxö y Saggö, pero en lugar de apoyarles, los suecos comenzaron las negociaciones con los rusos.
La negociación se detuvo el 17 de febrero, cuando una unidad de 150 hombres de la Guardia Roja de Turku llegó a Åland con el rompehielos Murtaja. Su intención era ayudar a los rusos en la presunta lucha contra los suecos y los blancos. El mismo día, los blancos tomaron la aldea de Godby en Finström, pero las tropas soviéticas pudieron mantener la aldea de Jomala y el fuerte de artillería de Sålis. Dos días después, los Rojos realizaron un contraataque contra Godby, pero fueron rechazados. La Batalla de Godby terminó con 2 Guardias Blancos y 3 Rojos muertos y 8 Rojos capturados que más tarde fueron ejecutados. Esta se convirtió en la única batalla de la guerra civil finlandesa librada en Åland.

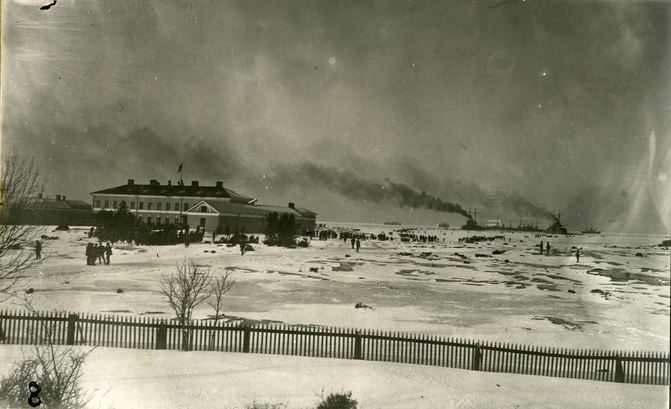
Tropas alemanas desembarcando en el Correo Eckerö y Aduanas

A medida que la situación en Åland se había intensificado hasta convertirse en violencia abierta, los suecos intervinieron en la situación con una orden falsificada del comandante del Ejército Blanco Carl Gustaf Emil Mannerheim llamando a los blancos a retirarse de Åland. En realidad, el general Mannerheim deseaba que los Blancos tomaran el control de todas las islas y luego lanzaran una ofensiva contra Turku, la capital roja del suroeste de Finlandia. Como los Blancos no sabían las verdaderas intenciones de Mannerheim, acataron la falsa orden y abandonaron Åland el 20 de febrero. Cuando la Finlandia blanca se enteró de la conducta sueca, hicieron una objeción estricta. El gobierno sueco ahora tenía que convencer de que su propósito no era unir las islas a Suecia, sino solo proteger a la población sueca de Åland.
El 19 de febrero, los acorazados de defensa costera (Pansarskepp) HSwMS Sverige y HSwMS Oscar II, con una compañía del Regimiento de Artillería Costera de Vaxholm, llegaron a Åland con el objetivo de presionar a los soviéticos para que abandonaran las islas..  El Comité Central de la Flota del Báltico todavía intentaba evitar el conflicto armado y el 22 de febrero, el representante político Vátslav Voróvsky declaró que las tropas soviéticas estaban dispuestas a abandonar Åland. La orden de desarme fue dada un día después y el rompehielos finlandés Murtaja llevó a 300 bolcheviques rusos y a la Guardia Roja finlandesa a Turku. El 24 de febrero, el batallón de 500 hombres del regimiento Göta Livgarde, comandado por el teniente coronel G. E. Ros, desembarcó en Eckerö , y para el 2 de marzo los suecos controlaban todas las islas, aunque todavía había hasta 1 200 soldados rusos presentes, aunque se encontraban desarmados.

## La invasión alemana

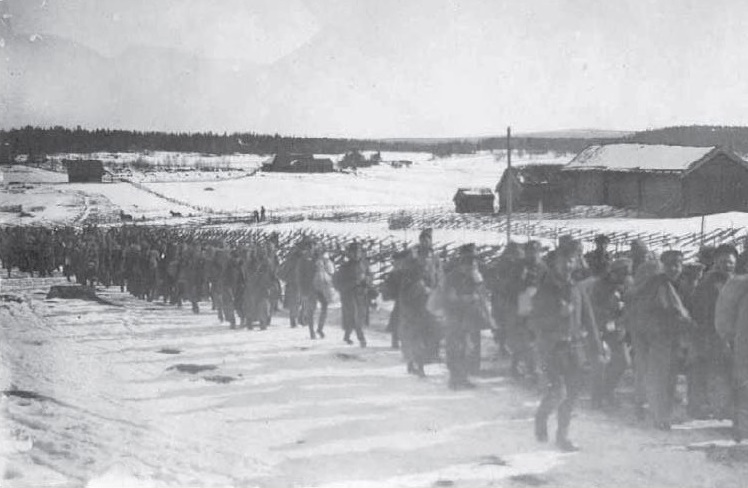
Los soviéticos capturados son escoltados a Eckerö

El armisticio entre Rusia y Alemania caducó el 18 de febrero de 1918, y la Operación Faustschlag fue lanzada pronto por los alemanes; dicha operación incluía la invasión de Åland, ya que los alemanes no sabían si Suecia se mantendría neutral o se uniría a los aliados. Los alemanes tenían sus intereses en Finlandia debido al acceso al océano Ártico y la presencia del país cerca del ferrocarril de Murman y la capital bolchevique de San Petersburgo. Para justificar la invasión, Alemania ordenó una solicitud de asistencia militar de sus aliados en Finlandia. El mensaje del Senado Blanco solicitando la invasión alemana de Åland llegó a Berlín el 22 de febrero. La intención alemana era reunir tropas en Åland y luego desembarcar el continente finlandés en la ciudad de la costa oeste de Rauma. Como el hielo en la bahía de Botnia era demasiado espeso, el desembarco se realizó finalmente en Hanko, sur de Finlandia, por la Ostsee-Division (División del Mar Báltico) comandada por el general Rüdiger von der Goltz en los primeros días de abril.
El 28 de febrero, un escuadrón naval con los acorazados SMS Westfalen y SMS Rheinland, comandada por el almirante Hugo Meurer, zarpó de Danzig  hacia Åland. Los barcos transportaban al Großherzoglich Mecklenburgisches Jäger-Bataillon Nr. 14, bajo el mando del mayor August Schenck zu Schweinsberg. El hielo pesado ralentizó el convoy, pero finalmente el Destacamento Aalands llegó a Eckerö el 5 de marzo. Al día siguiente, los suecos se vieron obligados a hacer un trato con los alemanes. Según el acuerdo, Suecia y Alemania ahora compartían las Islas Åland. Los suecos dominaron la capital Mariehamn y las aldeas de Jomala, Geta y Finström. A ambos se les permitió usar el puerto de Eckerö. Un oficial del gobernador militar finlandés fue establecido y ocupado por el oficial naval Hjalmar von Bonsdorff como representante del Senado Blanco.
Los alemanes capturaron entre 1 000 y 1 200 soldados soviéticos que fueron enviados a Liepāja. 250 soldados ucranianos, polacos, letones y estonios del ejército soviético fueron colocados en un campo de internamiento en Suecia. Estos soldados fueron posteriormente entregados a alemanes y transportados a Sassnitz en el norte de Alemania. [8] En Mariehamn, los alemanes tomaron varios buques de guerra rusos y el vapor finlandés SS Baltic.
El 10 de marzo, los Rojos finlandeses propusieron negociaciones con los alemanes sobre su posible amenaza contra Turku, la capital Roja del sudeste de Finlandia. Los alemanes acordaron reunirse con la delegación roja en Åland si entregaban los prisioneros de guerra mantenidos en Turku. En 1918, los rusos intercambiaron más de 65 000 prisioneros de guerra alemanes heridos e inválidos a través de Finlandia. La delegación Roja, incluido el filósofo socialista finlandés Georg Boldt y el líder de la milicia de Turku, William Lundberg, junto con 260 prisioneros, viajaron a través del hielo en trineo tirado por caballos. El 15 de marzo, Boldt y Lundberg se reunieron con los alemanes. Sin embargo, a los Rojos se les dijo que ya que los alemanes fueron invitados por los Blancos, no podían discutir sus intenciones. Boldt y Lundberg fueron escoltados de regreso al continente.
A finales de marzo, los alemanes lanzaron una campaña en el archipiélago de Turku para asegurar el ala izquierda del próximo desembarco de la División del Mar Báltico en Hanko. El plan era llegar a Turku desde Åland a través de las islas de Houtskär, Korpo, Nagu y Pargas. Houtskär fue tomada por los blancos finlandeses el 25 de marzo y Korpo el 28 de marzo, pero los Rojos detuvieron a las tropas alemanas en la batalla de Nagu el 4 de abril. Los alemanes dejaron el archipiélago y se concentraron en la marcha de Hanko a Helsinki.

## Consecuencias
Suecia retiró la mayor parte de sus tropas de Åland el 14 de marzo, pero el panzerkepp Oscar II y una pequeña unidad militar permanecieron hasta el final de la guerra civil finlandesa. Los últimos soldados suecos se retiraron el 26 de mayo de 1918. Los alemanes permanecieron en las Islas Åland hasta septiembre de 1918. Después de la guerra, Suecia todavía estaba dispuesta a tomar las Islas Åland y trató de resolver la disputa en el Tratado de Versalles, pero la pregunta no estaba incluida. [2] Se celebró un nuevo referéndum en 1919 con el resultado de que el 9 900 de los 10 000 votantes deseaban unirse a Suecia. Un año más tarde, Gran Bretaña llevó el caso a la recién fundada Sociedad de Naciones; sin embargo, en junio de 1921, las islas Åland fueron declaradas como territorio desmilitarizado y autónomo de Finlandia.

## Damnificados
Durante su campaña militar de siete meses en Åland, los alemanes perdieron seis hombres; tres de ellos murieron el 9 de marzo cuando el rompehielos Hindenburg golpeó una mina en Eckerö y se hundió. Dos marineros se ahogaron el 11 de abril cuando el SMS Rheinland encallo entre las islas de Lågskär y Flötjan.  Además de las bajas en Åland, siete alemanes murieron en la batalla de Nagu en el archipiélago de Turku.
Las bajas suecas fueron de un solo hombre, mientras que un sargento de infantería se suicidó en abril. Los blancos tuvieron tres muertos en la batalla de Godby, dos en la batalla de Korpo y uno en la batalla de Nagu.
El número de soldados bolcheviques rusos muertos no está claro, pero al menos dos soldados murieron en los enfrentamientos contra los blancos finlandeses. Un Blanco soviético y uno finlandés fueron fusilados por los Blancos a finales de marzo cuando fueron capturados cerca de la isla de Vårdö. La orden fue dada por el gobernador militar finlandés Hjalmar von Bonsdorff y la ejecución fue llevada a cabo por los Blancos que ocupaban el archipiélago de Turku. Además de los 3 Rojos que murieron en la Batalla de Godby, 8 Blancos capturados fueron fusilados por los Blancos del Estrecho de Färjsundet. Al menos 26 también murieron en la Batalla de Nagu y 7 en la Batalla de Korpo.